# Tony's Chocolonely

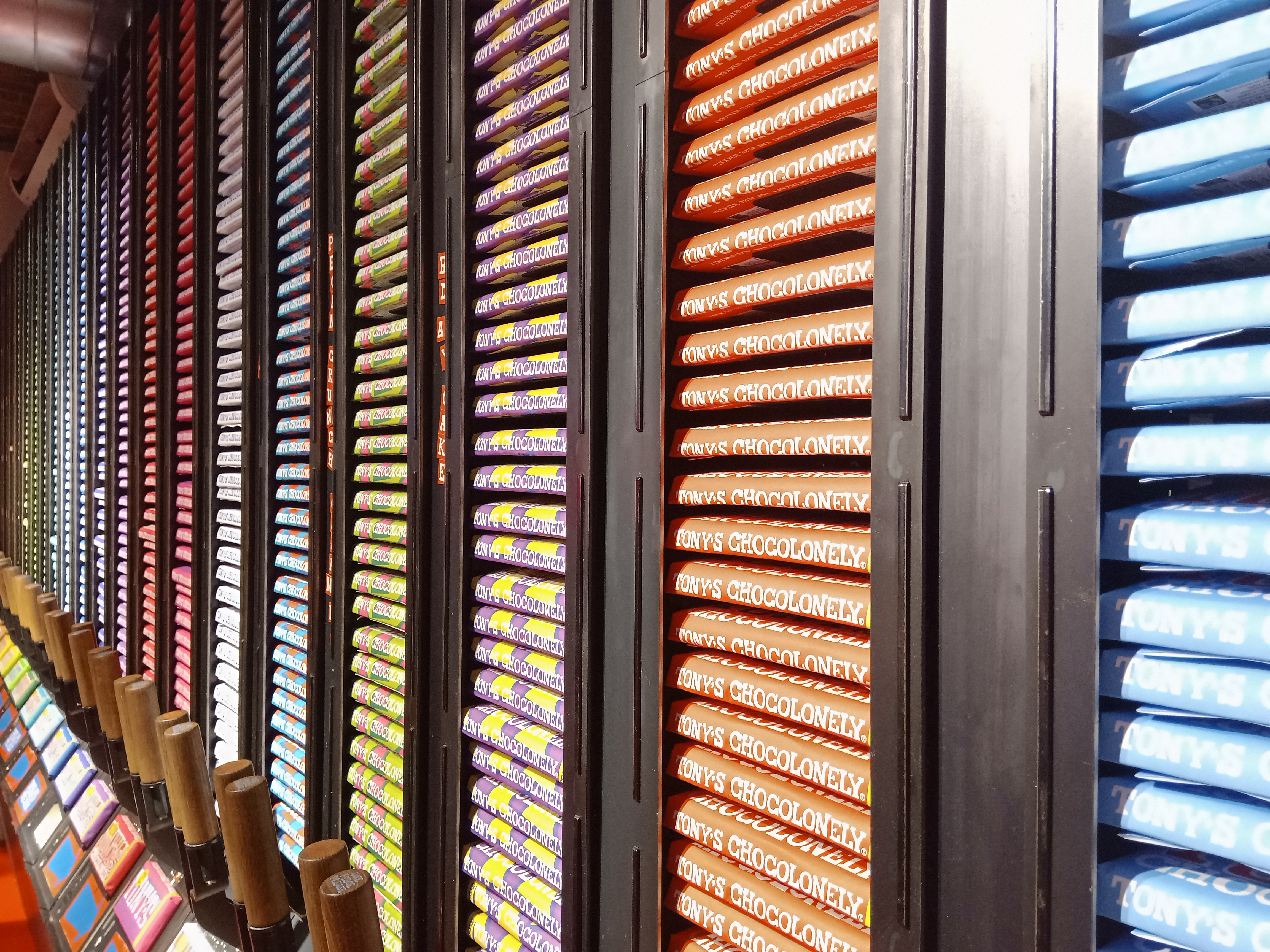
Rajoles de xocolata a la botiga Tony's Chocolonely d'Amsterdam

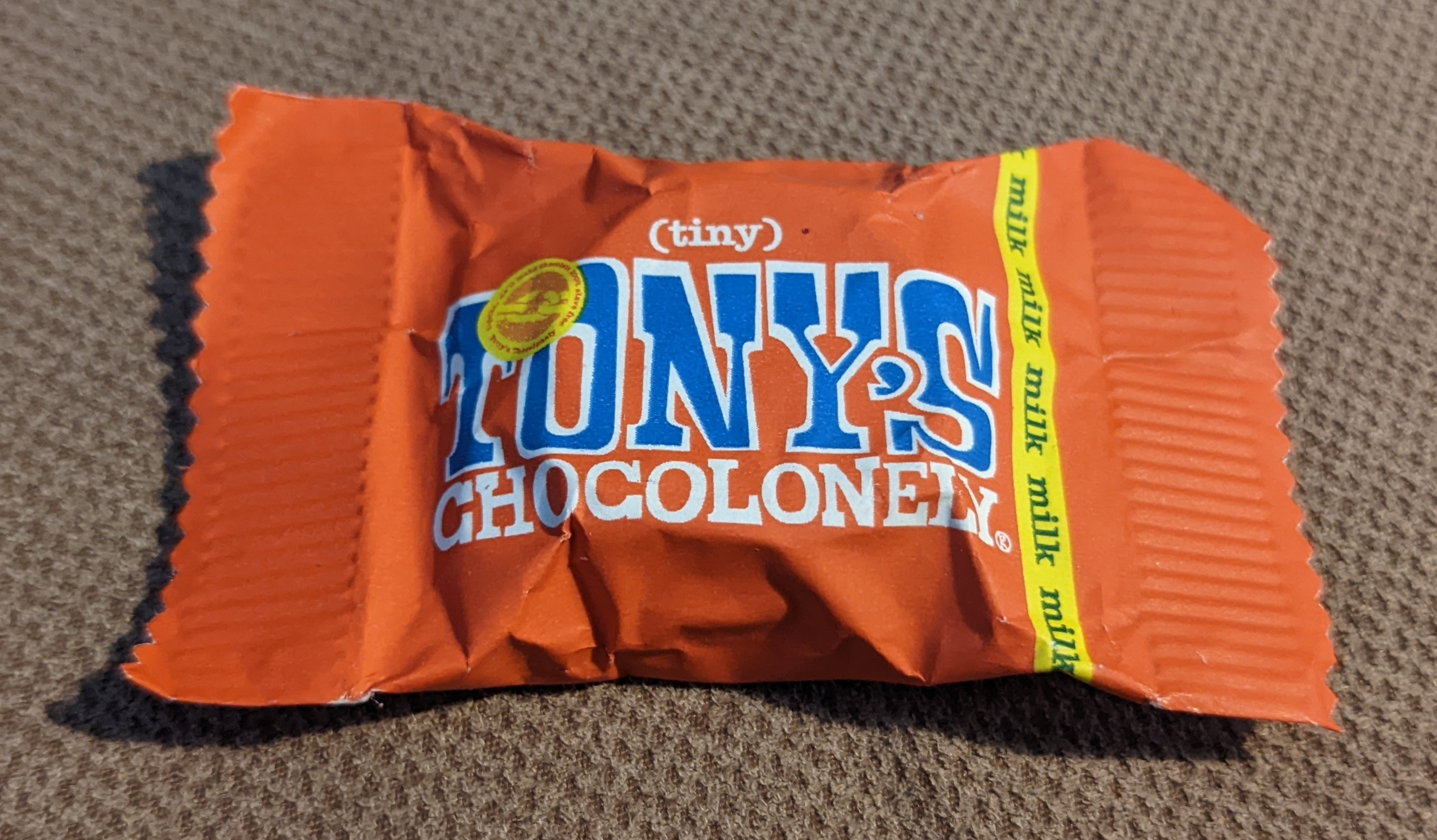
Tony's Chocolonely Milk Tiny

Tony's Chocolonely és una empresa holandesa fundada l'any 2005 que produeix i ven xocolata. L'empresa es caracteritza pel seu disseny gràfic vistós, la gamma de sabors poc convencional dels seus productes i, sobretot, per la seva lluita contra l'explotació i l'esclavitud. El 2018, la quota de mercat de la companyia als Països Baixos va ser del 18 per cent, el que la converteix en un dels fabricants de xocolata més grans del país.

## Història
L'any 2003, després de descobrir que la majoria de la xocolata produïda en aquell moment tenia vincles amb l'explotació humana, el productor de televisió i periodista neerlandès Teun van de Keuken va començar a produir programes sobre els horrors de la indústria comercial del cacau al seu programa Keuringsdienst van Waarde. A més, va presentar una sol·licitud per ser processat per haver adquirit conscientment un producte fabricat il·legalment, cosa que els fiscals es van negar a fer.
Després de tres anys d'intents infructuosos de canviar la indústria mitjançant la investigació periodística, Van de Keuken va decidir començar a produir ell mateix rajoles de xocolata. La marca es va anomenar "Tony's Chocolonely" amb "Tony" (= Teun) i "Chocolonely" en referència al fet que se sentia com si fos l'única persona de la indústria que estava interessada a erradicar l'esclavitud. Van de Keuken va vendre 20.000 rajoles en dos dies.
El 2007, després que Tony's fos demandat per un importador neerlandès de bombons suïssos, un tribunal d'Amsterdam va dictaminar que hi havia proves suficients que els productes de Tony es fabricaven sense treball esclau. El mateix any, l'Autoritat holandesa de mitjans (Comissariaat voor de Media) va trobar que l'excessiva publicitat que Tony's Chocolonely va rebre en set episodis de Keuringsdienst van Waarde havia generat "més guanys del normal" per a l'empresa, i va multar l'emissora del programa amb 20.000 EUR.
Quan l'any 2010 es va afegir una rajola de xocolata amb llet amb avellanes al catàleg, el programa de televisió neerlandès Een Vandaag va informar que nens de 9 anys participaven habitualment a la collita d'avellanes a Turquia, d'on provenien les de Tony's. L'empresa va respondre immediatament, canviant a un proveïdor local d'avellanes dels Països Baixos. El mateix any, la quota de mercat de la marca va superar el 4,5 per cent als Països Baixos.
El 2011, Henk Jan Beltman es va convertir en accionista majoritari i va traslladar l'empresa a una nova ubicació prop de Westergasfabriek.
La massa de cacau de Tony és totalment traçable des del 2013, i la seva mantega de cacau ho és des del 2016.
Amb la producció en constant augment, la companyia va decidir el 2015 expandir el seu negoci als Estats Units, obrint la seva primera oficina internacional a Portland, Oregon. El 2020 van tancar l'oficina de Portland per traslladar-la a la seva seu actual dels Estats Units a la ciutat de Nova York.
A finals de 2018, a més del seu país d'origen, els Països Baixos, Tony's Chocolonely també estava a la venda a Bèlgica, Dinamarca, Finlàndia, Alemanya, Suècia i els Estats Units. Als Països Baixos la seva quota de mercat va ser del 19% el 2018, amb la qual cosa va superar les multinacionals Verkade, Mars i Nestlé.
El 2019, Tony's va llançar les seves barres de xocolata al Regne Unit, i Sainsbury's, Waitrose, Ocado, Mega Image i Whole Foods van ser algunes de les primeres botigues a emmagatzemar els seus productes. El mateix 2019 es va començar a distribuir a Catalunya en pocs punts de distribució per sondejar el mercat.
La rajola de xocolata es va posar a disposició a Irlanda a partir del 2019 amb una capacitat limitada. El 2020 s'ha fet més àmpliament disponible a les principals botigues d'alimentació com SuperValu. A partir del 2022 va ser més àmpliament dustribuïda a Catalunya, en cadenes com Casa Ametller o Carrefour.
El 2021, la companyia va tenir un contratemps després que l'organització nord-americana Slave Free Chocolate retirés Tony's de la seva llista d'empreses de xocolata ètiques. Tot i que no hi va haver casos confirmats de treball infantil dins de la cadena de subministrament de Tony's, la seva col·laboració amb un altre fabricant de xocolata, Barry Callebaut, va donar lloc a l'eliminació de Tony de la llista a causa de problemes de treball infantil dins de la cadena de subministrament de Barry Callebaut.
El febrer de 2024, Tony's havia llançat quatre nous embolcalls temporals a Alemanya i Àustria inspirats en marques famoses de xocolata, inclosa Milka, com a campanya publicitària i per conscienciar sobre l'ús del treball infantil per part dels principals proveïdors de la indústria del cacau. Després de ser demandada pel fabricant de Milka Mondelez International, se li va prohibir vendre xocolata "utilitzant el color" corporatiu de Milka a Alemanya.

## Productes
El nombre de sabors disponibles varia segons el país, la temporada i el canal de distribució. Hi ha més d'una dotzena de sabors disponibles als Països Baixos. Les rajoles de xocolata tenen un relleu que les divideix de manera desigual, simbolitzant la distribució desigual dels ingressos a la indústria de la xocolata.

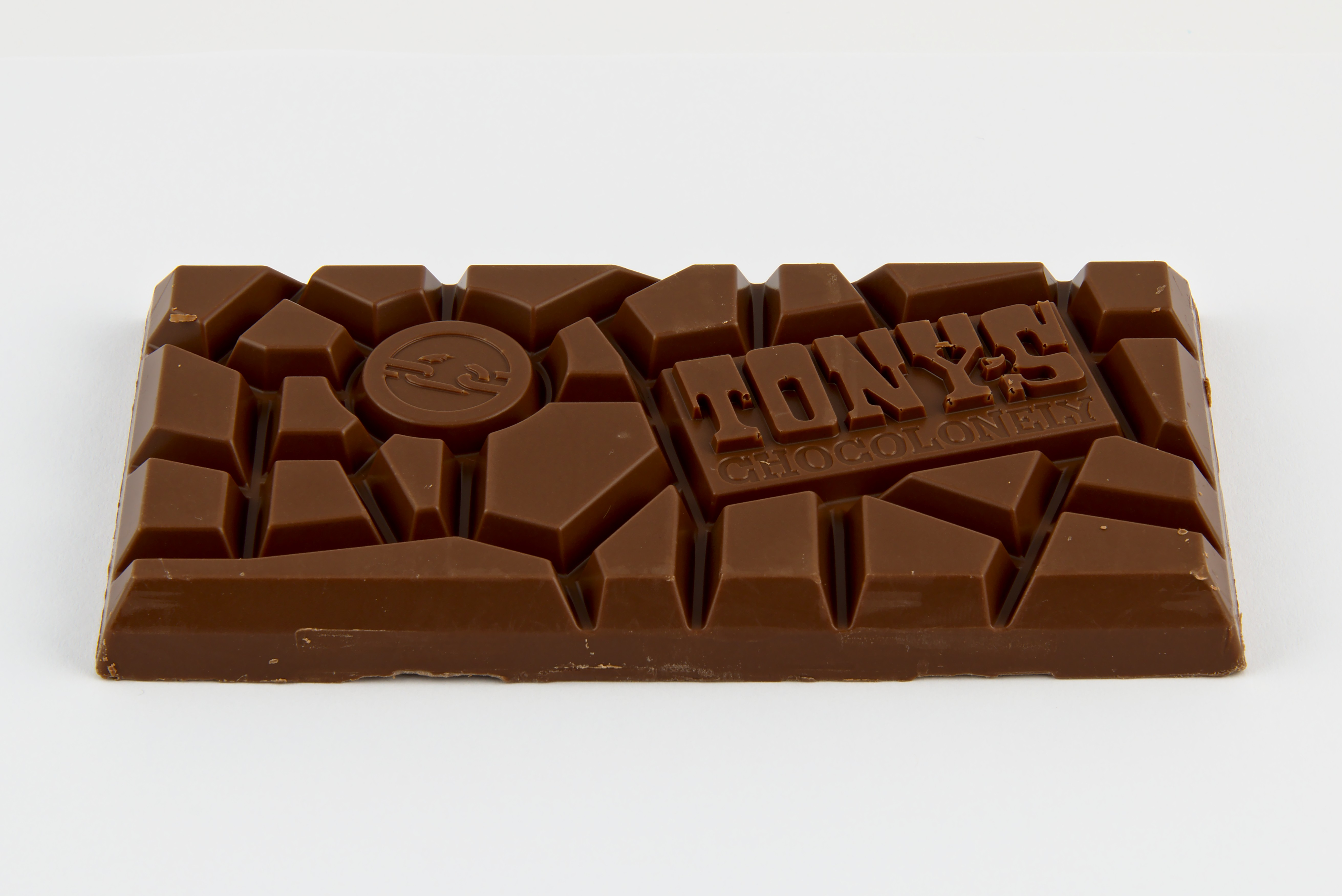
Una rajola de xocolata amb llet Tony's Chocolonely sense l'embolcall, mostrant el relleu irregular característic de la marca.

Als Estats Units, els sabors disponibles de les rajoles de xocolata són (per ordre d'introducció):
- Xocolata amb llet 32%
- Xocolata extra negra 70%
- Xocolata amb llet, caramel i sal marina 32%
- Xocolata negra amb ametlles i sal marina 51%
- Xocolata negra, pretzel i toffee 42%
- Xocolata negra amb coco i pecan 51%
- Xocolata amb llet i avellanes 32%
- Torró de xocolata amb llet, mel i ametlles 32%
- Xocolata blanca amb gerds i petazeta 28%

Tot i que els tipus de productes varien de manera similar al nombre de sabors, la majoria de regions tenen:
- Rajoles grans (180 grams)
- Barretes petites (50 grams)
- Tiny Tony's (9 grams)
- Articles de temporada (incloses rajoles per a èpoques com Nadal i ous de Pasqua de xocolata)

Els articles que no estan disponibles fora d'Europa inclouen:
- Rajoles de xocolata personalitzades
- Xocolata amb llet
- Lletres de xocolata

La companyia presenta tres nous sabors de rajoles de xocolata cada any, entre octubre i desembre. La més popular de les tres edicions limitades s'afegeix a la'anomenada Col·lecció exclusiva i, de vegades, al catàleg permanent. L'empresa també produeix rajoles d'edició limitada per a la cadena de supermercats Albert Heijn, amb sabors exclusius corresponents a les preferències d'hivern i estiu. Aquests sabors canvien cada sis mesos. Algunes rajoles han entrat al catàleh permanent per aquesta via.

## Premis
El 2020, l'empresa va ser nomenada per tercera vegada com la marca més sostenible dels Països Baixos pel Sustainable Brand Index. Val dir però que aquest premi no mesura la sostenibilitat real de les marques, sinó la percepció que en tenen els consumidors.
L'any 2022, la Fundació Thomson Reuters va concedir a Tony's Chocolonely el premi Stop Slavery Award en la categoria "Empreses de béns i serveis". Aquest premi reconeix les empreses i organitzacions que han establert un alt estàndard per erradicar l'esclavitud, el treball infantil il·legal i el tràfic de persones de les seves cadenes de subministrament.
Tony's Chocolonely va ocupar el segon lloc al Chocolate Scorecard de 2023, que valora les empreses de xocolata segons el seu respecte als drets humans i credencials mediambientals: traçabilitat i transparència, ingressos vitals per als productors de cacau, absència de treball infantil, gestió de la desforestació i clima, agrosilvicultura i gestió agroquímica.